# Los Olmos (Granada)
Los Olmos es una localidad y pedanía española perteneciente al municipio de Caniles, en la provincia de Granada. Está situada en la parte meridional de la comarca de Baza. Cerca de esta localidad se encuentran los núcleos de Las Molineras, Caniles capital, Maclite, La Vega, Los Pinos, Los Gallardos, Balax, Rejano y El Haza de Riego.
La totalidad del pueblo se ubica en pleno parque natural de la Sierra de Baza. El nombre de Los Olmos hace referencia a la abundancia de olmos que se localizaban en la parte baja de su vega, a lo largo del curso del arroyo de Moras y de los que aún se puede encontrar algún ejemplar.

## Demografía
Según el Instituto Nacional de Estadística de España, en el año 2024 Los Olmos contaba con 8 habitantes censados, lo que representa el 0,2% de la población total del municipio.

### Evolución de la población
| Gráfica de evolución demográfica de Los Olmos entre 2014 y 2024 |
|                                                                 |
| Datos según el nomenclátor publicado por el INE.                |

## Comunicaciones

### Carreteras
La principal vía de comunicación que transcurre por la localidad es:
| Identificador | Denominación                                | Itinerario                 |
| ------------- | ------------------------------------------- | -------------------------- |
| GR-8101       | De Límite de Provincia de Almería a Caniles | El Haza de Riego - Caniles |

Algunas distancias entre Los Olmos y otras ciudades:
| Ciudades | Distancia (km) |
| -------- | -------------- |
| Caniles  | 11             |
| Baza     | 20             |
| Almería  | 100            |
| Granada  | 121            |
| Jaén     | 177            |
| Murcia   | 198            |

## Cultura

### Fiestas
Desde 1944 se mantiene en Los Olmos la costumbre de sacar en procesión a San Antonio de Padua en el mes de agosto. En Los Olmos se celebraban las fiestas de moros y cristianos, que conmemoraban la lucha entre entre ambos bandos por la toma del Reino de Granada. La celebración incluía una procesión del patrón, música y representaciones teatrales de la batalla entre moros y cristianos. Con la despoblación masiva de esta localidad en los años 1950 y 1960, se perdieron estos festejos tan arraigados en el norte de Granada y el resto del Levante peninsular. 